# Козлов (Киевская область)
Козлов (укр. Козлів) — село в Переяслав-Хмельницком районе Киевской области Украины.
Население по переписи 2001 года составляло 604 человека. Село занимает площадь 4,14 км².
Расположено на реке Трубеж.

## Местный совет
Село Козлов — административный центр Козловского сельского совета.
Адрес местного совета: 08422, Киевская обл., Переяслав-Хмельницкий р-н, с. Козлов, ул. Колхозная, 2.